# ТК-202
ТК-202 — советский и российский тяжёлый атомный ракетный подводный крейсер стратегического назначения проекта 941 «Акула». Второй корабль серии.

## История строительства

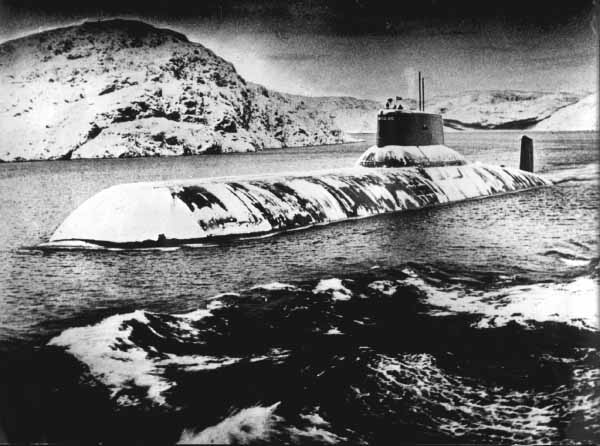
ТК-202 во льдах, 1984 год, вскоре после вступления в строй

Зачислен в списки кораблей ВМФ СССР 2 февраля 1977 года под названием К-202. 25 июля 1977 года был отнесён к подклассу ТРПКСН и переименован в ТК-202. В 1978—1982 годах Первый экипаж лодки был сформирован и прошёл курс обучения в учебном центре в Палдиски. 22 апреля состоялась закладка ТК-202 в 50-м цехе «Севмаша». 23 сентября 1982 года корабль был спущен на воду, а 28 декабря 1983 года вступил в строй ВМФ СССР. На постоянной основе к ТК-202 был приписан 589-й технический экипаж. 
18 января 1984 года ТК-202 включён в состав Северного флота, вошёл в состав 18-й дивизии подводных лодок 1-й флотилии подводных лодок ВМФ СССР.

## История службы
К 1 октября 1984 года оба экипажа отработали учебные задачи, корабль вошёл в состав сил постоянной готовности. По воспоминаниям А. В. Ольховикова оба командира были очень опытными подводниками, выходцами из 41-й дивизии стратегических подводных лодок.
28 апреля 1986 года — попадание в трал рыболовецкого судна.
С июня 1988 по декабрь 1990 года на среднем ремонте в Северодвинске на ФГУП «Звёздочка».
Летом 1990 года выполнил боевую службу, провёл 32 суток подо льдом, в ходе этого похода было произведено экспериментальное определение максимальной толщины льда, которую лодка может проломить корпусом при всплытии. ТК-202 успешно всплыл через слой льда толщиной более 2,5 метров.
В феврале-сентябре 1991 года находился в Северодвинске в связи с ремонтом системы воздуха высокого давления. В декабре 1991 года директивой генштаба расформированы 2-й экипаж ТК-202 и 589-й технический экипаж.
3 июня 1992 года был отнесён к подклассу ТАПКСН.
28 марта 1995 года выведен из боевого состава ВМФ и поставлен на отстой в губе Нерпичья (г. Заозёрск).

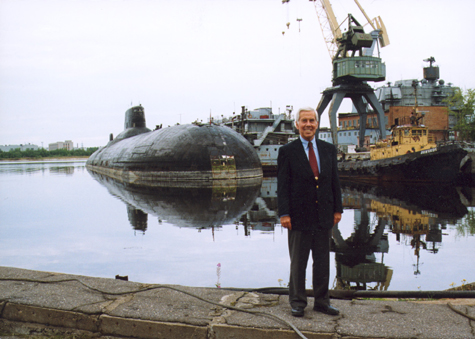
Сенатор США Ричард Лугар стоит на фоне ТК-202, 1999 год

2 августа 1999 года отбуксирован в Северодвинск на «Севмаш» для утилизации по программе Нанна — Лугара.
В 2003 году из реакторов было извлечено отработанное топливо.
К 2005 году разделан на металл. В 2007 году шестиотсечный блок с реакторными отсеками отбуксирован на отстой в губу Сайда. В 2014 году блок прибыл на завод «Нерпа», впоследствии разделан окончательно, два реакторных отсека к 2019 году установлены на берегу в пункте долговременного хранения радиоактивных отходов «Сайда».
Бронзовая доска из рубки с номером корабля и макет ТК-202 с 2008 года являются экспонатами Тюменского краеведческого музея.

## Командиры
Первый экипаж
- 1977—1987: Валерий Константинович Григорьев
- 1987—1991: С. В. Павленко
- 1991—1993: В. И. Зелюкин
- 1993—1995: А. С. Богачёв
- 1995—1996: В. И. Жданов
- 1996—2000: Ю. А. Козин
- 2000: Ю. Н. Голынин

Второй экипаж
- 1982—1987: Геннадий Алексеевич Швечков
- 1987—1991: В. Н. Ришард

589-й технический экипаж
- 1983—1991: В. Н. Олейников